# فیلیپ اسپورن
فیلیپ اسپورن (انگلیسی: Philip Sporn; ۲۵ نوامبر ۱۸۹۶ – ۲۳ ژانویهٔ ۱۹۷۸) یک دانشمند بود.
وی همچنین برندهٔ جوایزی همچون مدال ادیسون انجمن مهندسان برق و الکترونیک و نشان فارادی شده است.